# Goos Sø
Goos Sø eller Gås Sø (tysk: Goossee) ligger i det nordlige Tyskland, lidt syd for byen Egernførde ved Celmerstorp (Altenhof) i Sydslesvig. Den cirka 0,5 meter dybe og lavvandede sø har et areal på 8,5 ha. Goos Sø ligger sammen med Vindeby Nor i bunden af en større tunneldal. Oprindelig var Goos Sø en fjordarm af Egernførde Fjord, som senere blev afsnøret ved en dæmning. Søen har afløb i Egernførde Fjord ved landsbyerne Sandkro (tysk Sandkrug) og Kikud (Kiekut). Søen var oprindelig meget større. I 1877 havde den et areal på ca. 50 ha.
Hvis Morgenthauplanen var blevet realiseret efter 2. verdenskrig, havde søen og dens udløb fået status som grænse mellem Danmark og den internationale kanalzone langs Kielerkanalen.
Søens navn er afledt af det danske ord gås.